# Нехайчик Павло Олександрович
Нехайчик Павло Олександрович (біл. Павел Аляксандравіч Няхайчык, 15 липня 1988, Мінськ) — білоруський футболіст, півзахисник клубу «БАТЕ» (Борисов) та національної збірної Білорусі.

## Клубна кар'єра

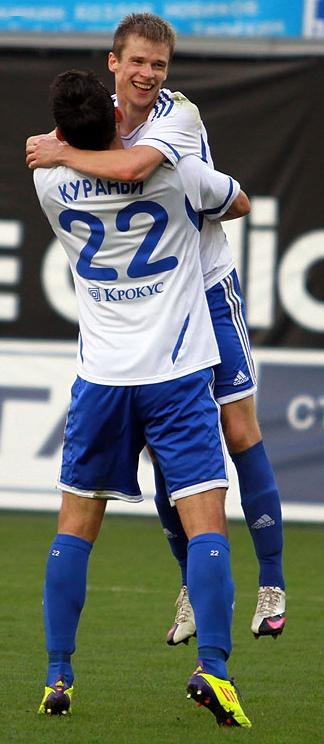
Нехайчик святкує гол за «Динамо»

Вихованець мінських «Олімпії» та «Зміни», Перший тренер — Сергій Володимирович Полещук.
Професіональну кар'єру розпочав у борисовському БАТЕ в 2005 році, виступаючи за дубль. У 2007 році дебютував у чемпіонаті Білорусі та став найкращим бомбардиром сезону серед дублерів. З 2008 року — гравець основного складу БАТЕ. Двічі (2009, 2010) включався БФФ в список 22 кращих футболістів чемпіонату Білорусі.
Учасник Ліги чемпіонів 2008/09 (забив по 1 м'ячу у виїзних матчах проти «Андерлехта» й петербурзького «Зеніту») і сезонів Ліга Європи УЄФА 2009/10 та 2010/11 (на його рахунку хет-трик у ворота «Гапнарфйордура», 1 гол у матчі проти «Копенгагена» і 2 голи в двоматчевому протистоянні з київським «Динамо») у складі БАТЕ. Також допоміг жовто-синім пробитися в Лігу чемпіонів сезону 2011/12.
31 серпня 2011 року уклав 3-річну угоду з московським «Динамо». Разом з Павлом до московського клубу перейшов й Ігор Шитов. Проте за півтора року йому не вдалося закріпитися в основному складі «Динамо». 29 січня 2013 року угоду розірвали за взаємною згодою сторін. За час, проведений у «Динамо», Нехайчик провів загалом 17 матчів та відзначився одним голом.
30 січня 2013 року повернувся в БАТЕ, з яким підписав 2-річний клуб. У сезоні 2013 року спочатку був стабільним гравцем основного складу. Виступав переважно на позиції флангового півзахисника, але іноді використовувався й як центральний нападник. У другій половині 2013 року втратив місце у стартовому складі, виходив на поле з лави для запасних. У 2013 році відіграв за БАТЕ 27 матчів, відзначився 2 голами.
13 лютого 2014 року підписав контракт терміном на 2,5 роки з клубом «Том». Залишився в клубі після вильоту з Прем'єр-ліги влітку 2014 року. У Першості ФНЛ виступав на позиції нападника, відзначився 7-а голами та допоміг томському клубу повернутися до вищого дивізіону. Але у весняній частині сезону 2015/16 отримавши травму та вибув до кінця сезону.
16 червня 2016 року підписав контракт за схемою «1+1» з дебютантом російської Прем'єр-ліги — ФК «Оренбург». Розпочав сезон 2016/17 років як гравець основи. 16 жовтня 2016 року відзначився хет-триком у переможному для «Оренбурга» домашньому матчі проти «Томі», ця перемога стала першою для клубу з моменту участі в Прем'єр-Лізі РФПЛ. Початок 2017 року пропустив через травму, а після одужання на футбольне поле виходив рідко. По завершенні сезону «Оренбург» втратив місце у Прем'єр-лізі, після чого у червні 2017 року залишив команду вільним агентом.
У липні 2017 року став гравцем берестейського «Динамо». У команді закріпився як основний лівий півзахисник. У липні 2018 року обраний капітаном команди. У січні 2019 року з'явилася інформація про можливий перехід Павла в мінське «Динамо», але в результаті півзахисник продовжив контракт з берестейським клубом. У сезоні 2019 року з капітанською пов'язкою допоміг «Динамо» виграти чемпіонство, з 12 голами став одним з найкращих бомбардирів команди.
У січні 2020 року підписав контракт з БАТЕ.

## Кар'єра в збірній
Бронзовий призер молодіжного чемпіонату Європи 2011 в Данії. Зіграв 4 матчі, 3 з яких — у стартовому складі. Виступав за олімпійську збірну Білорусі в товариських матчах. Зіграв 2 матчі, в яких відзначився 1 голом.
Дебютний виклик до збірної Білорусі отримав у березні 2011 року на поєдинок кваліфікації чемпіонату Європи 2012 року проти Албанії та на товариський матч проти Канади (в обох матчах на поле не виходив). Дебютував за національну команду 10 серпня 2011 року в переможному (1:0) товариському матчі проти Болгарії.

## Статистика виступів

### Клубна
Станом на 9 листопада 2018
| Клуб               | Сезон             | Ліга  | Ліга | Кубки | Кубки | Єврокубки | Єврокубки | Інше  | Інше | Загалом | Загалом |
| Клуб               | Сезон             | Матчі | Голи | Матчі | Голи  | Матчі     | Голи      | Матчі | Голи | Матчі   | Голи    |
| ------------------ | ----------------- | ----- | ---- | ----- | ----- | --------- | --------- | ----- | ---- | ------- | ------- |
| БАТЕ               | 2007              | 3     | 0    | 1     | 0     | 0         | 0         | 0     | 0    | 4       | 0       |
| БАТЕ               | 2008              | 29    | 4    | 9     | 3     | 12        | 2         | 0     | 0    | 50      | 9       |
| БАТЕ               | 2009              | 26    | 4    | 7     | 2     | 12        | 0         | 0     | 0    | 45      | 6       |
| БАТЕ               | 2010              | 23    | 3    | 4     | 1     | 9         | 6         | 1     | 0    | 37      | 10      |
| БАТЕ               | 2011              | 19    | 7    | 0     | 0     | 8         | 1         | 1     | 1    | 28      | 9       |
| БАТЕ               | 2013              | 24    | 2    | 1     | 0     | 1         | 0         | 1     | 0    | 27      | 2       |
| БАТЕ               | Загалом           | 124   | 20   | 22    | 6     | 42        | 9         | 3     | 1    | 191     | 36      |
| «Динамо» (Москва)  | 2011/12           | 7     | 1    | 1     | 0     | 0         | 0         | 0     | 0    | 8       | 1       |
| «Динамо» (Москва)  | 2012/13           | 6     | 0    | 1     | 0     | 2         | 0         | 0     | 0    | 9       | 0       |
| «Динамо» (Москва)  | Загалом           | 13    | 1    | 2     | 0     | 2         | 0         | 0     | 0    | 17      | 1       |
| «Том»              | 2013/14           | 10    | 1    | 1     | 0     | 0         | 0         | 2     | 0    | 13      | 1       |
| «Том»              | 2014/15           | 24    | 6    | 0     | 0     | 0         | 0         | 0     | 0    | 24      | 6       |
| «Том»              | 2015/16           | 18    | 7    | 0     | 0     | 0         | 0         | 0     | 0    | 18      | 7       |
| «Том»              | Загалом           | 52    | 14   | 1     | 0     | 0         | 0         | 2     | 0    | 55      | 14      |
| «Оренбург»         | 2016/17           | 17    | 4    | 2     | 0     | 0         | 0         | 1     | 0    | 20      | 4       |
| «Оренбург»         | Загалом           | 17    | 4    | 2     | 0     | 0         | 0         | 1     | 0    | 20      | 4       |
| «Динамо» (Берестя) | 2017              | 15    | 4    | 1     | 0     | 0         | 0         | 0     | 0    | 16      | 4       |
| «Динамо» (Берестя) | 2018              | 21    | 3    | 4     | 0     | 4         | 2         | 0     | 0    | 29      | 5       |
| «Динамо» (Берестя) | Загалом           | 36    | 7    | 5     | 0     | 4         | 2         | 0     | 0    | 45      | 9       |
| Усього за кар'єру  | Усього за кар'єру | 241   | 46   | 32    | 6     | 48        | 11        | 6     | 1    | 328     | 64      |

### Голи за збірну
Рахунок та результат збірної Білорусі в таблиці подано на першому місці.
| #  | Дата              | Місце                                                   | Суперник   | Рахунок | Результат | Змагання         |
| -- | ----------------- | ------------------------------------------------------- | ---------- | ------- | --------- | ---------------- |
| 1. | 18 листопада 2014 | Борисов-Арена, Борисов, Білорусь                        | Мексика    | 3–2     | 3–2       | Товариський матч |
| 2. | 13 листопада 2017 | Рамаз Шангелія, Кутаїсі, Грузія                         | Грузія     | 2–2     | 2–2       | Товариський матч |
| 3. | 23 лютого 2020    | СК «Аль-Хамрія», Аль-Хамрія, Об'єднані Арабські Емірати | Узбекистан | 1–0     | 1–0       | Товариський матч |

## Досягнення

### Командні
БАТЕ
- Білоруська футбольна вища ліга
  -  Чемпіон (6): 2007, 2008, 2009, 2010, 2011, 2013

- Кубок Білорусі
  -  Володар (3): 2009/10, 2019/20, 2020/21

- Суперкубок Білорусі
  -  Володар (3): 2010, 2011, 2013

«Динамо»
- Кубок Росії
  -  Фіналіст (1): 2011/12

«Том»
- Першість ФНЛ
  -  Бронзовий призер (1): 2015/16

«Динамо-Берестя»
- Білоруська футбольна вища ліга
  -  Чемпіон (1): 2019

- Кубок Білорусі
  -  Володар (1): 2017/18

- Суперкубок Білорусі
  -  Володар (2): 2018, 2019

Молодіжна збірна Білорусі
- Чемпіонат Європи серед молодіжних команд
  -  Бронзовий призер (1): 2011

### Особисті
- У списках 22 кращих футболістів чемпіонату Білорусії (2): 2018, 2019
- Трофей «BelSwissBank» ім. Олександра Прокопенка в номінації «За футбольний талант і самовіддачу в грі за Білорусь»: 2011
- Найкращий бомбардир Чемпіонату Білорусі 2007 серед дублерів Вищої ліги